# 吉村平造
吉村 平造（よしむら へいぞう、1869年（明治2年） - 1935年（昭和10年）7月23日）は、日本の政治家、ジャーナリスト。号は胆南。

## 経歴
近江国坂田郡柏原村（現在の滋賀県米原市）出身。生家は中山道で代々脇本陣を営んでいた。明治法律学校（明治大学）卒業。大阪朝日新聞社の政治記者として、義和団事件や日露戦争の際に従軍記者として活躍した。保険会社重役などを経て、大阪市助役（1906年5月 - 1909年9月）、第11代広島市長（1915年1月22日 - 1916年12月25日）などを務めた。
市長退任後、久原本店勤務を経て、北日本鉱業専務を務めた。

## 親族
息子に、フランス文学者の吉村正一郎や映画監督の吉村公三郎などがいる。

## 著書
- 『大阪築港の過去及現在』1909年。